# Бургведель
Бургведель (нем. Burgwedel) — город в Германии, в земле Нижняя Саксония.
Входит в состав района Ганновер. Население составляет 20 487 человек (на 31 декабря 2010 года). Занимает площадь 151,95 км². Официальный код — 03 2 41 004.
Город подразделяется на 7 городских районов.
| Год  | Население |
| ---- | --------- |
| 1990 | 18 124    |
| 1995 | 18 993    |
| 2000 | 19 633    |
| 2005 | 20 473    |
| 2010 | 20 432    |